# オンリー・アワ・ハーツ
「オンリー・アワ・ハーツ」（原題：Only Our Hearts）は、2012年にポール・マッカートニーが発表した楽曲、及び同曲を収録したシングル。ジャズカバー・アルバム『キス・オン・ザ・ボトム』のクロージング・ナンバー。

## 概要
アルバム『キス・オン・ザ・ボトム』に収録された、ポールの新曲2曲のうちの一曲。プロデューサーであるトミー・リピューマとの初対面時にポールはこの曲をピアノで披露した。
間奏のハーモニカはスティーヴィー・ワンダーによる演奏。彼がポールのアルバムに参加するのは約30年ぶりの事である。
シングルは日本のチャートで84位まで上昇した。